# Тишина, Наталья Демидовна
Наталья Демидовна Тишина, другой вариант имени — Наталия (укр. Наталія Демидівна Тишина; 1913 год, Полтавская губерния — дата и место смерти не известны) — колхозница, звеньевая свиноводческого совхоза имени Красной Армии Министерства совхозов СССР. Герой Социалистического Труда (1949).

## Биография
Родилась в 1913 году в Полтавской губернии в крестьянской семье. С 1945 года трудилась в свиноводческом совхозе имени Красной Армии Полтавского района Полтавской области. Была назначена звеньевой полеводческого звена.
В 1948 году звено Натальи Тишины собрало в среднем по 31,1 центнера пшеницы с каждого гектара на участке площадью 20 гектаров. В 1949 году удостоена звания Героя Социалистического Труда «за получение высоких урожаев пшеницы и кукурузы при выполнении совхозом плана сдачи государству сельскохозяйственных продуктов в 1948 году и обеспеченности семенами всех культур в размере полной потребности для весеннего сева 1949 года».

## Награды
- Герой Социалистического Труда — указом Президиума Верховного Совета СССР от 6 апреля 1949 года
- Орден Ленина